# Rejectaria glaucopis
Rejectaria glaucopis är en fjärilsart som beskrevs av George Francis Hampson. Rejectaria glaucopis ingår i släktet Rejectaria och familjen nattflyn. Inga underarter finns listade.